# 鮑開茂
鮑開茂（1615年—1684年），山東濟南府長山縣（今屬鄒平）人，清朝初年政治人物。

## 生平
明崇禎十五年（1642年）舉人。清順治三年（1646年），朝廷首開會試，鮑開茂登進士，授瑞州府推官，后升任广东罗定道佥事。順治十六年，升任廣東布政使司参议、分守海北道。順治十七年，升任陕西按察使司副使、分巡西宁道。